# Ande ifrån ovan
Ande ifrån ovan är en gammal pingstpsalm, "Brunnquell aller Güter", av Johann Franck från 1653 som översattes av Petrus Brask 1690 till en psalm med titelraden "Andans helga nåde" och senare bearbetad av Britt G. Hallqvist 1983 till en psalm med nuvarande titelrad "Ande ifrån ovan".
Texten 1695 lyder i inledningen:
Andans helga nåde
Allas tröst i wåde
Stadigt tu här blif
Melodin är tonsatt av Johann Crüger och första gången publicerad i New Ordentlich Gesangbuch 1648 och senare, 1653, i hans koralserie Praxis pietatis melica.

## Publicerad som
- Nr 186 i 1695 års psalmbok med titelraden "Andans helga nåde", under rubriken "Pingesdaga Högtijd - Om then Helga Anda".
- Nr 137 i 1819 års psalmbok med titelraden "Ande, full av nåde", under rubriken "Den Helige Andes nåd (pingstpsalmer)".
- Nr 231 i Sionstoner 1935 under rubriken "Pingst".
- Nr 137 i 1937 års psalmbok med titelraden "Ande, full av nåde", under rubriken "Pingst".
- Nr 363 i 1986 års psalmbok under rubriken "Anden, vår Hjälpare och tröst".
- Nr 110 i Finlandssvenska psalmboken 1986 med titelraden "Ande, nådens källa", under rubriken "Pingst".